# Offerdalsmål
Offerdalsmål, eller offerdalska, är den form av jämtska som talas i Offerdals socken. Offerdal ligger i Krokoms kommun i nordvästra Jämtland. 
Socknen har under tidigare århundraden varit relativt isolerad, vilket har bidragit till att ett särpräglat språk har utvecklats. Långt in på 1900-talet talade de flesta invånarna i socknen offerdalsmål. Under efterkrigstiden har dialekten tappat mark, på samma sätt som i de flesta andra delar av Sverige. 

## Kännetecken
I fornspråket fanns diftongerna ei, ey och au, som i svenska och danska dragits samman till ett enda vokalljud i ord som öga och sten, tidigare auga och steinn. I norskan och jämtskan har diftongerna bevarats. Offerdalsmålet har ett brett ä-ljud där andra delar av jämtskan använder diftongen ei, jämtska stein ('sten') blir sålunda stän i offerdalsmålet, jämtska heim ('hem') blir häm och så vidare. 